# Cerro Otto
El cerro Otto es una montaña ubicada en el parque nacional Nahuel Huapi, en San Carlos de Bariloche, en la provincia de Río Negro, Patagonia argentina. La misma posee una altura de 1405 m s. n. m. y se encuentra sobre la orilla sur del Lago Nahuel Huapi, próxima a su extremo este. 
El cerro debe su nombre a Otto Goedecke, uno de los primeros pioneros que tuvo su chacra en los faldeos del cerro, en la zona de Melipal.

## Flora
Las zonas bajas e intermedias de la montaña están cubiertas de bosques de cipreses, mientras que en su parte alta existen bosquecillos de lengas, los que le dan a la montaña un tono rojizo durante el otoño. 

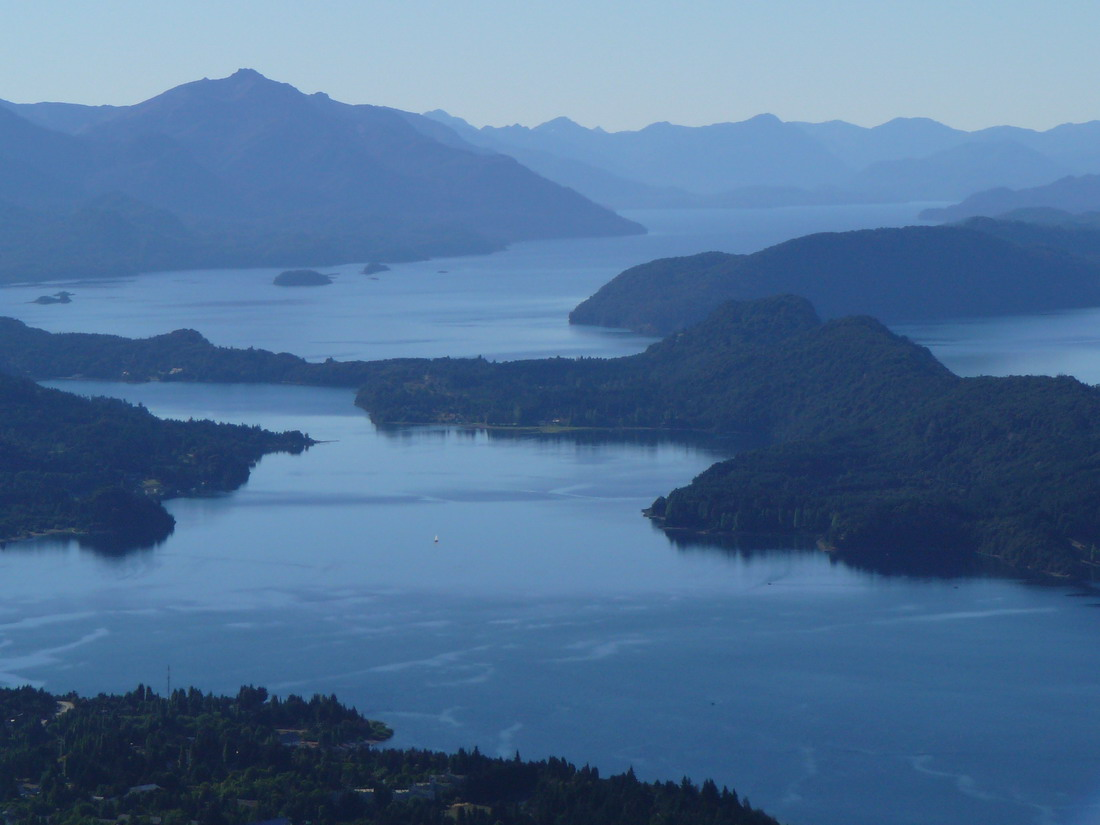
Vista desde el Cerro Otto. Lago Nahuel Huapi, Península San Pedro e Isla Victoria.

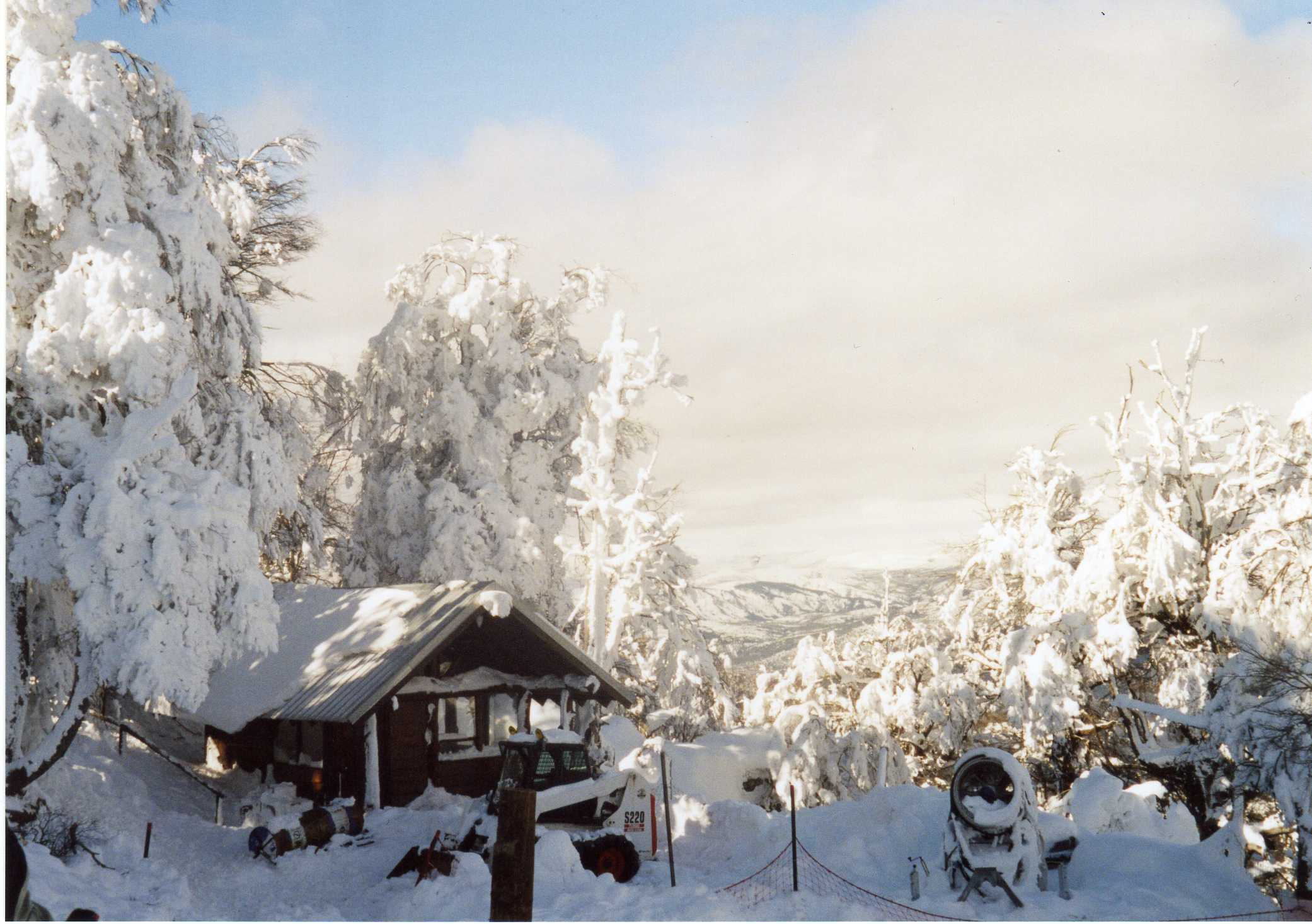
Cerro Otto en invierno.

## Recreación
Es posible acceder a la cima mediante un camino para vehículos o mediante un sistema de telecabinas inaugurado en 1974 por Boris Furman que parten desde su base en el barrio Melipal. En las zonas superiores de la montaña existen algunas pistas para la práctica del esquí nórdico y otras para esquí alpino en una zona llamada Piedras Blancas.
En Piedras Blancas también existe un pequeño centro de escalada deportiva nivel inicial y nivel medio. Este cerro posee un camino principal y numerosos senderos de montaña para practicar ciclismo de montaña y senderismo de pocas horas.
Desde la cima del cerro Otto se aprecia una vista panorámica en trescientos sesenta grados, con vista al lago Nahuel Huapi, el lago Moreno, el lago Gutiérrez, el cerro Tronador, el cerro Catedral, el cerro Campanario, y las penínsulas de San Pedro y Llao Llao. Existe una confitería giratoria en la estación superior de las telecabinas.
El cerro Otto también cuenta con una galería de arte aledaña a la confiteria giratoria. En ella se exponen permanentemente tres réplicas de las esculturas más famosas de Miguel Ángel: el David, la Pietà y el Moisés.

## Urbanismo
En los faldeos del cerro Otto se ubica la ciudad de San Carlos de Bariloche.
La zona inferior de la ladera norte está urbanizada, con los barrios Melipal 2, El Faldeo, Rancho Grande y Virgen Misionera. En la base de un sector de su ladera sur se ubica la urbanización llamada Arelauquen.

## Habitante célebre
En la zona superior de la montaña construyó su vivienda el vecino de Bariloche Otto Meiling.
A su casa Otto Meiling la llamó "Bergfried'n" (Paz de montaña), mientras que a un pequeño refugio lo llamó inicialmente "Bergfreude" (Alegría de montaña) para cambiarlo luego a "Berghof" (Vivienda de montaña). Otto Meiling fue un incansable escalador y caminante de la zona del parque Nacional Nahuel Huapi, siendo el primero en escalar y bautizar numerosas montañas, y fue cofundador del Club Andino Bariloche.

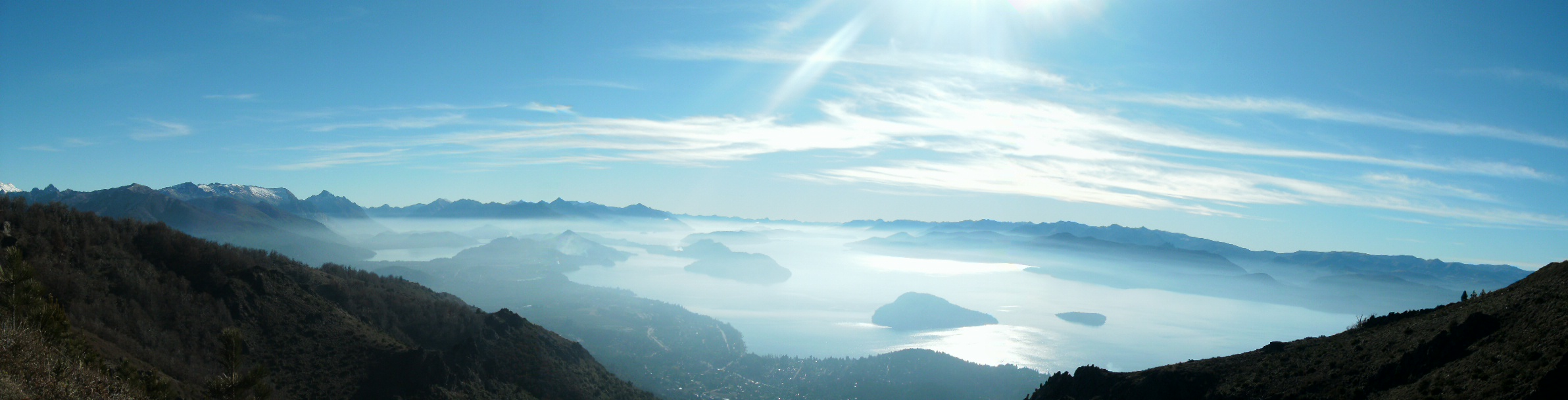
Panorámica desde la cumbre del Cerro Otto, visión hacia el noroeste del lago Nauel Huapi.

## Galería

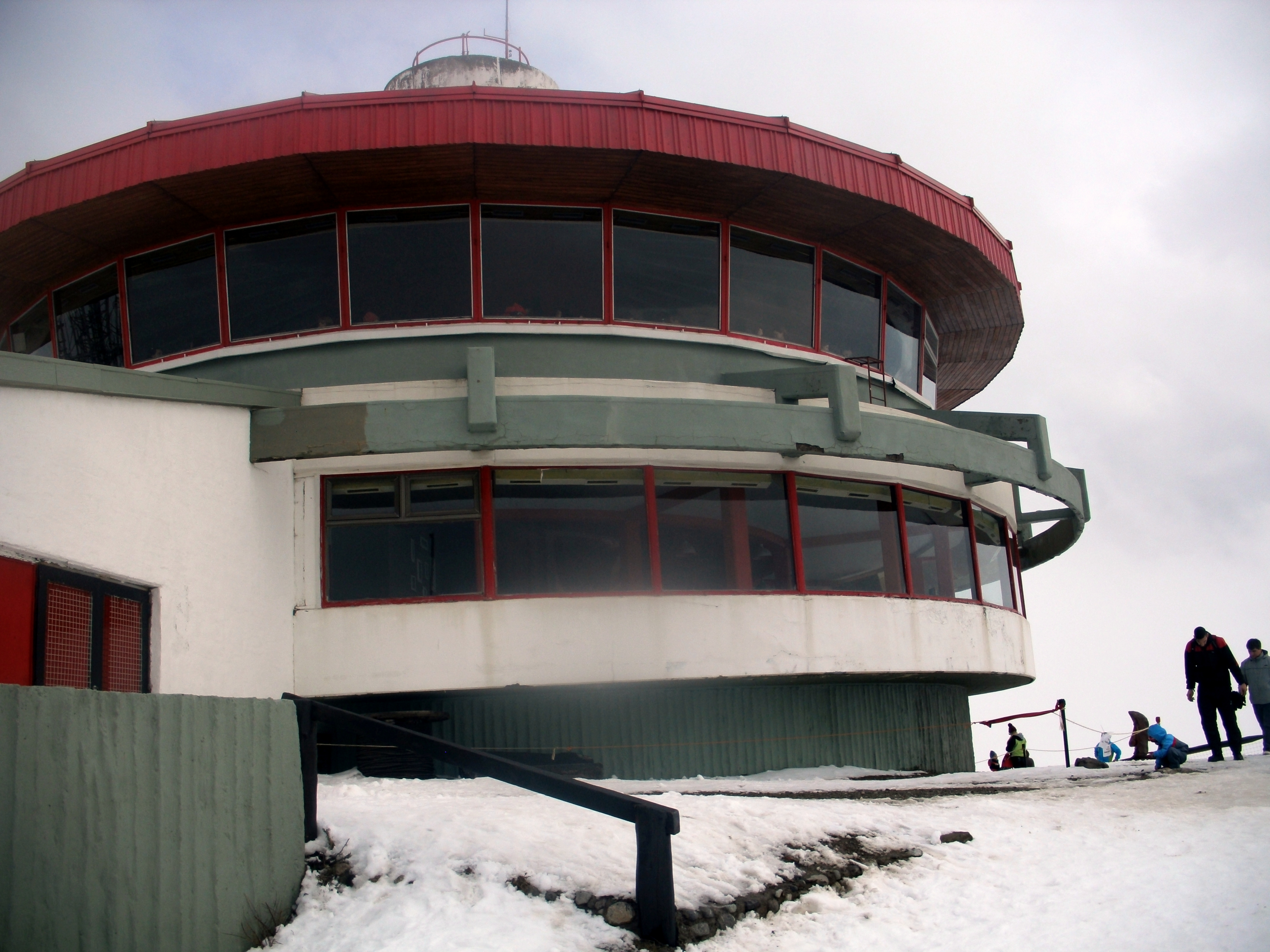
Complejo invernal y turístico homónimo.
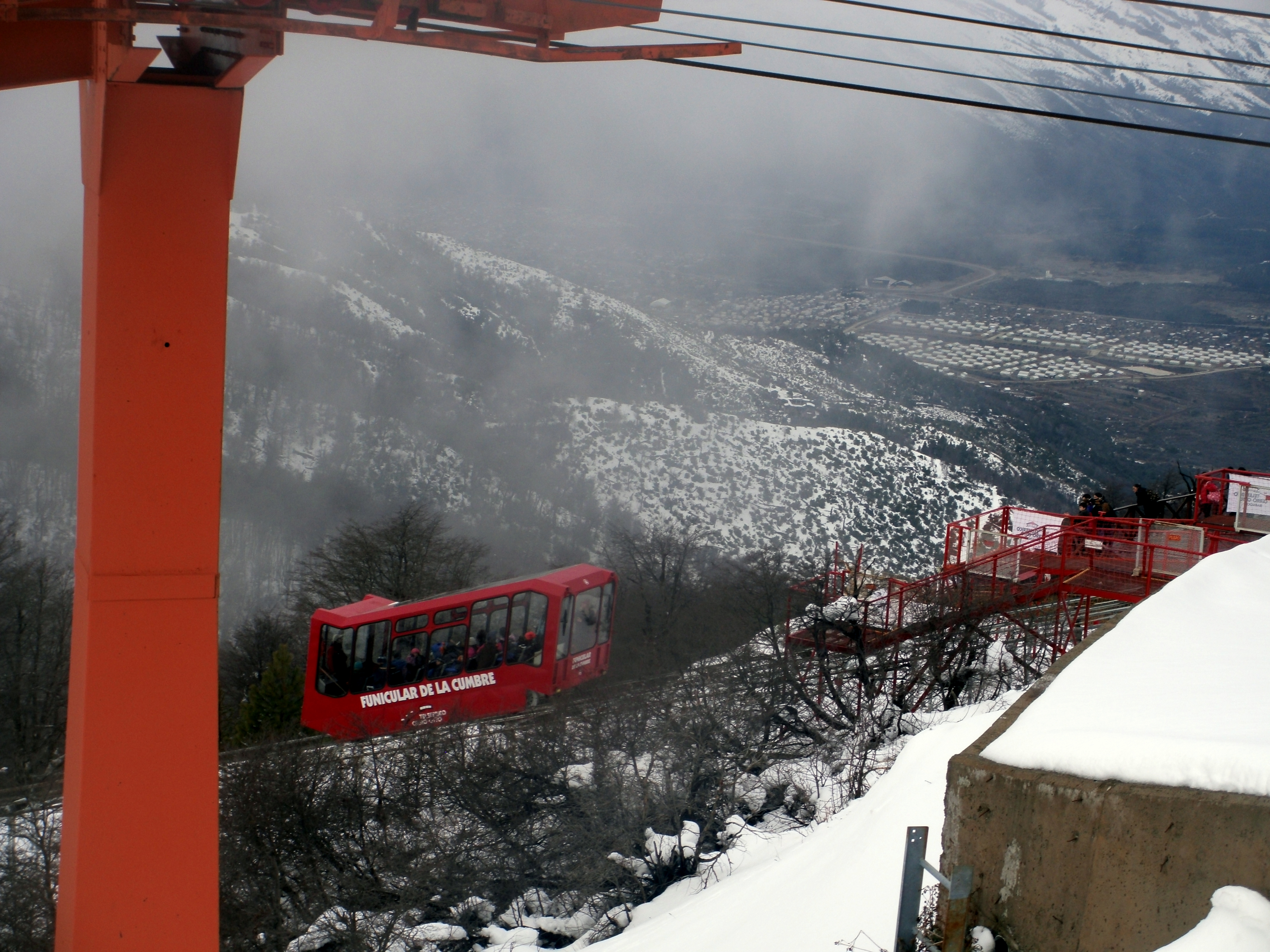
Otra perspectiva del funicular.
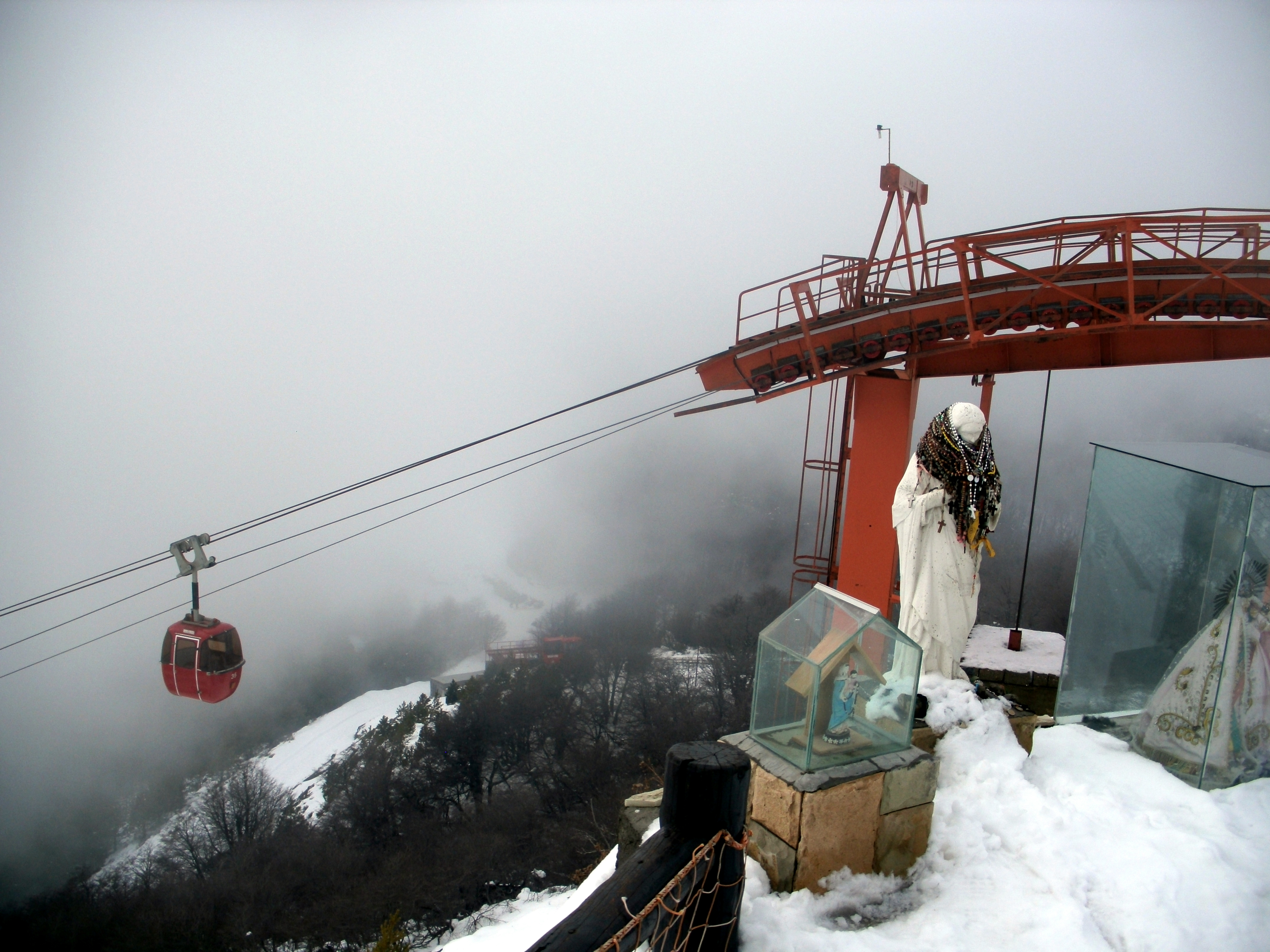
Sistema de telecabinas que lleva hasta la cima del cerro.
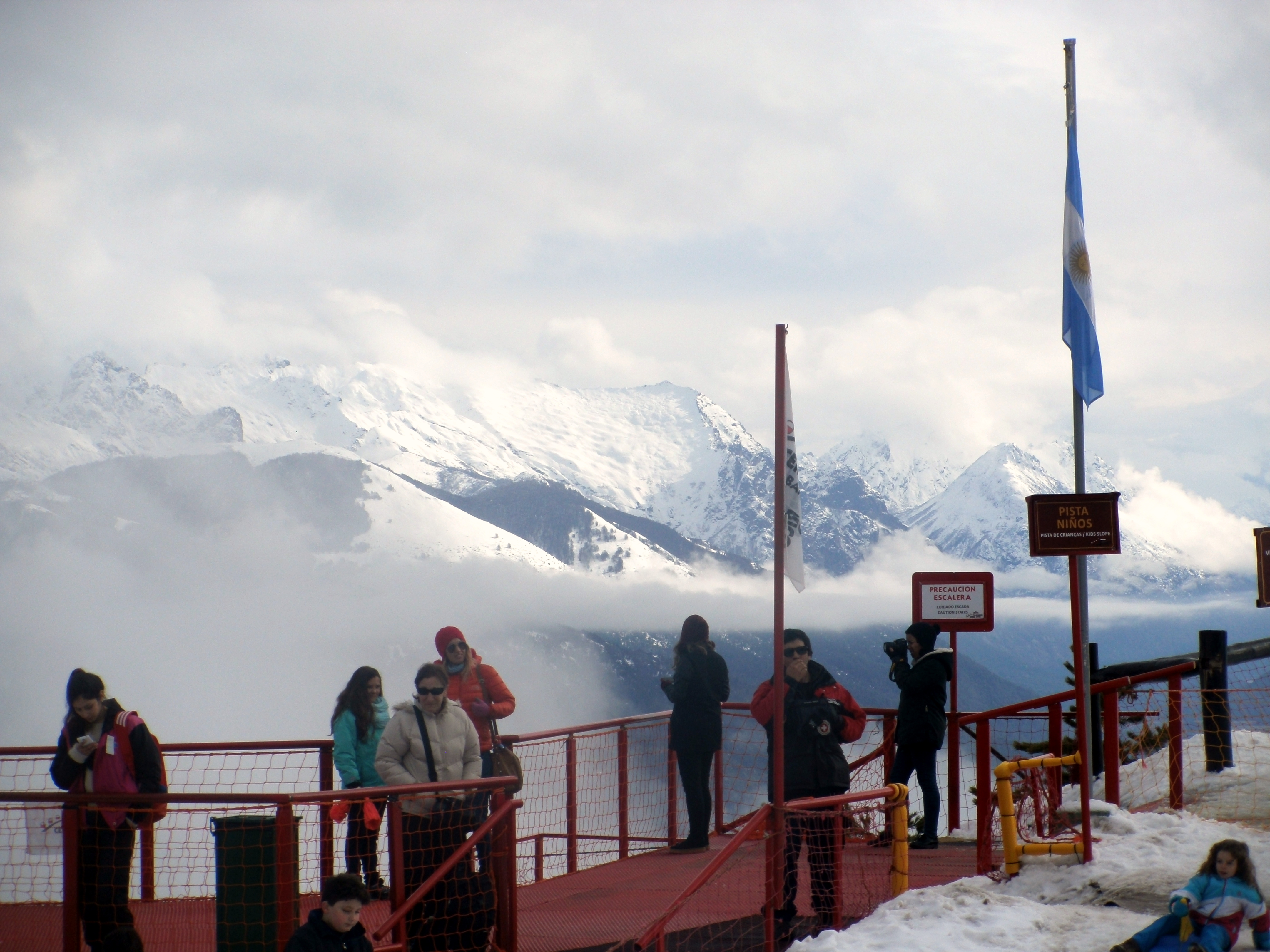
Cima del cerro con un mirador.
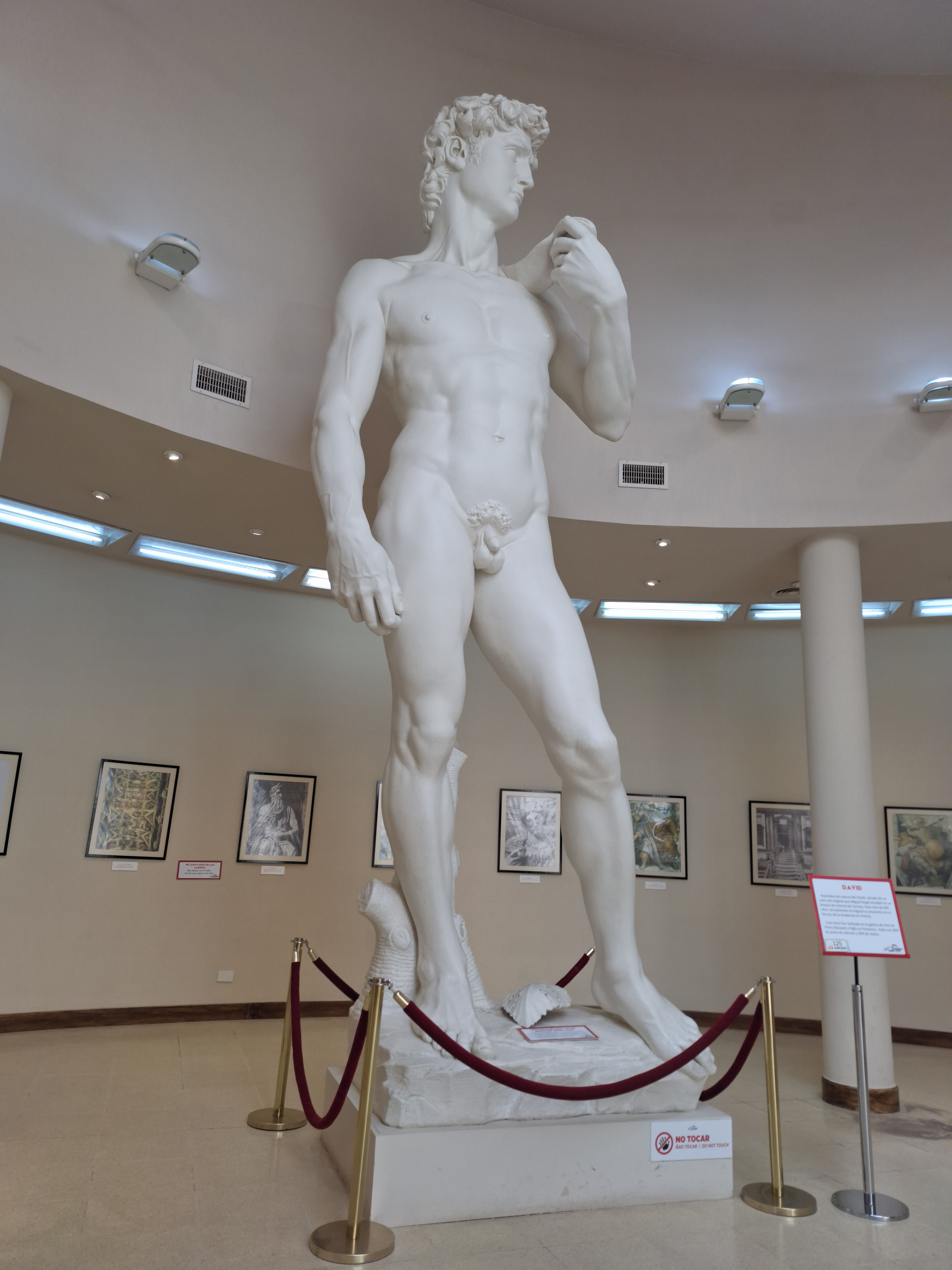
Réplica en marmol del David de Miguel Angel expuesta en la galería de arte.